# Sakari Tuomioja
Sakari Severi Tuomioja (Tampere, 29 agosto 1911 – Helsinki, 9 settembre 1964) è stato un politico finlandese.

## Biografia
Sakari Tuomioja era figlio del giornalista ed uomo politico Walto Tuomioja, più volte parlamentare negli anni Venti e Trenta del XX secolo.
È stato il 32º Primo ministro della Finlandia, fu anche governatore della Banca di Finlandia dal 1945 al 1955. Fra le varie cariche politiche che ha ricoperto quella di ambasciatore negli stati di Svezia e Regno Unito.
Sposò Vappu Illike Tuomioja da cui ebbe due figli, Tuuli e Erkki Tuomioja, diventato a sua volta ministro degli esteri finlandese dal 2000 al 2007, e inoltre mediatore durante il problema di Cipro.